# ディリクレ環
数学におけるディリクレ環（ディリクレかん、英: Dirichlet algebra）とは、あるコンパクトハウスドルフ空間 X に関連する特定のタイプの環のことを言う。ディリクレ環は X 上の有界連続関数の一様環 C(X) の閉部分環であり、その実部は X 上の有界連続「実」関数の環において稠密である。この概念は Andrew Gleason (1957) によって導入された。

## 例
{\displaystyle {\mathcal {R}}(X)} を {\displaystyle X} 上で連続なすべての有理関数の集合とする。すなわち、{\displaystyle X} に極を持たない関数の集合とする。このとき
{\displaystyle {\mathcal {S}}={\mathcal {R}}(X)+{\bar {{\mathcal {R}}(X)}}}
は {\displaystyle C(X)} および {\displaystyle C\left(\partial X\right)} の *-部分環である。{\displaystyle {\mathcal {S}}} が {\displaystyle C\left(\partial X\right)} において稠密であるとき、{\displaystyle {\mathcal {R}}(X)} のことをディリクレ環（Dirichlet algebra）と呼ぶ。
ある作用素 {\displaystyle T} が {\displaystyle X} をスペクトル集合として持ち、{\displaystyle {\mathcal {R}}(X)} がディリクレ環であるなら、{\displaystyle T} には正規境界伸張（normal boundary dilation）が存在する。これは、
{\displaystyle X=\mathbb {D} }
とした場合の結果であるナジーの伸張定理を一般化するものである。